# Ruperto Herrera Tabio
Ruperto Herrera Tabio, född 6 december 1949 i Havanna, Kuba, är en kubansk basketspelare som tog tog OS-brons 1972 i München. Detta var Kubas första tillika enda OS-medalj i basket.